# Syrrhopodon lanceolatus
Syrrhopodon lanceolatus là một loài rêu trong họ Calymperaceae. Loài này được Hampe W.D. Reese mô tả khoa học đầu tiên năm 1994.